# Ginkgo gardneri
Ginkgo gardneri és una espècie extinta de ginkgo de la família Ginkgoaceae que visqué durant el Paleocè d'Ardtun Head, Isle of Mull, Escòcia. Aquesta espècie està molt relacionada amb G. biloba, l'única espècie viva del gènere Ginkgo.